# Baixa pombalina
La Baixa Pombalina (prononciation en portugais : [ˈbajʃɐ põbɐˈlinɐ]) ou plus simplement Baixa est un quartier du centre de Lisbonne. Il comprend le réseau de rues perpendiculaires au nord de la Praça do Comércio, à peu près entre Cais do Sodré et le quartier de l'Alfama, en dessous du Château Saint-Georges, et s'étend au nord jusqu'aux places de Rossio et Figueira et l'Avenida da Liberdade.
La Baixa est un quartier élégant, construit après le tremblement de terre de 1755. Elle doit son nom (Pombalina) à Sebastião José de Carvalho e Melo, premier marquis de Pombal, Premier ministre de Joseph Ier de Portugal de 1750 à 1777 et figure éminente des Lumières portugaises, qui dirigea la reconstruction de Lisbonne après le tremblement de terre de 1755. Le Marquis de Pombal imposa des conditions très strictes quant à la reconstruction de la ville, et le plan actuel quadrillé, aux rues perpendiculaires, diffère du plan aléatoire qui caractérisait le quartier auparavant.
La Baixa Pombalina est l'un des premiers exemples de construction anti-sismique. Les modèles architecturaux furent testés en employant des troupes à marcher autour des bâtiments pour simuler un séisme.
Les principales caractéristiques de ces constructions sont par exemple, la « cage pombaline » (gaiola pombalina), une charpente au treillis symétrique, en bois de chêne ou yeuse, dont le but est de répartir les forces sismiques, et des murs inter-terrasses plus haut que le toit de la charpente afin de limiter la propagation des incendies. Les immeubles lisboètes des années 1920 seront encore construits selon ce principe,.

Baixa Pombalina
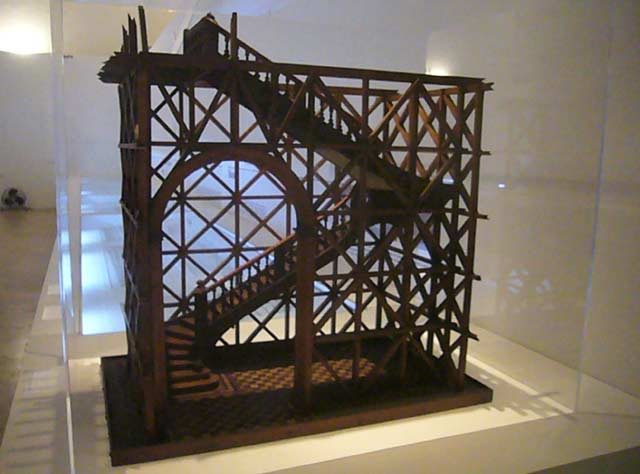
Cage pombaline (gaiola pombalina)
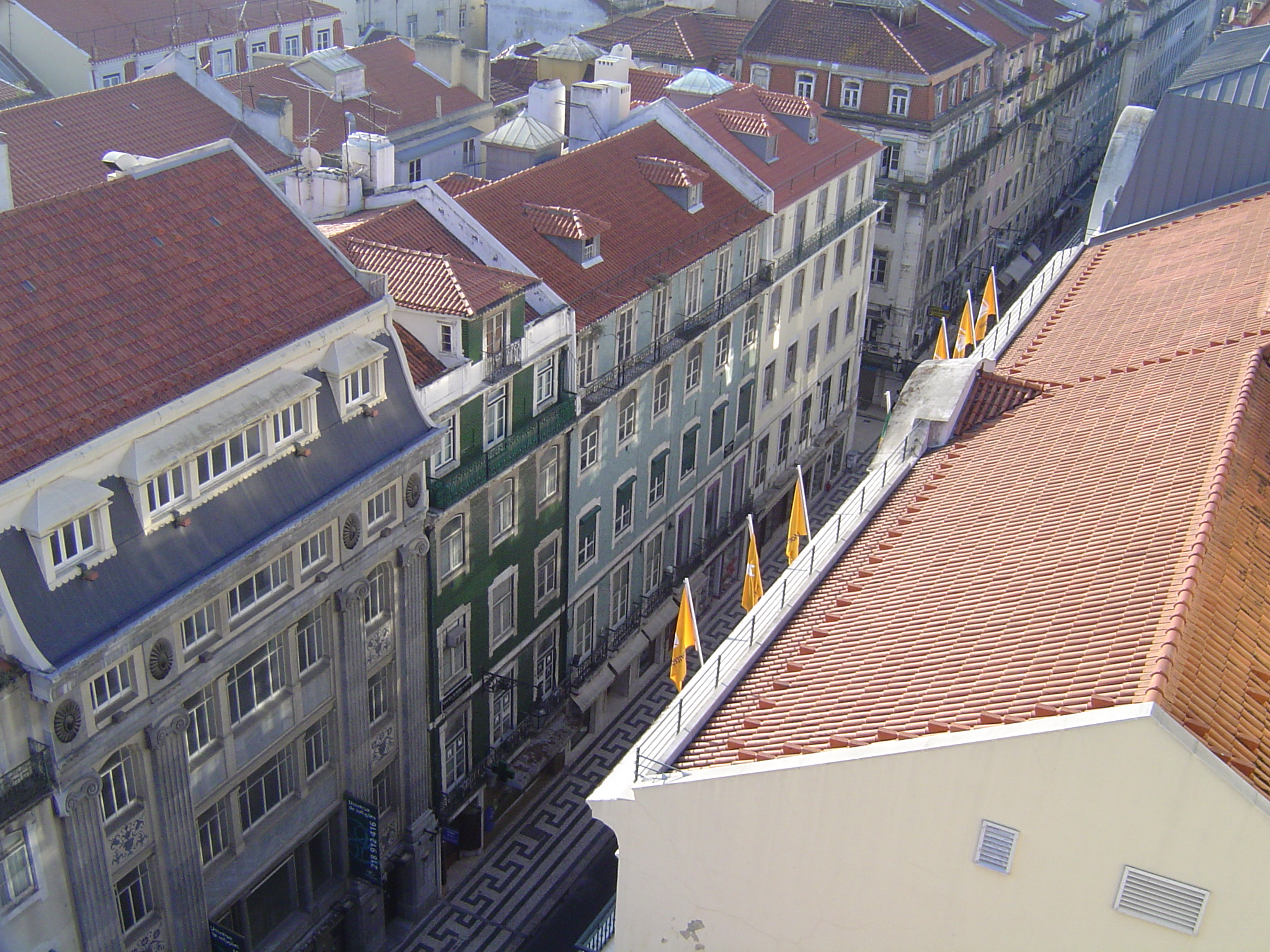
Vue de la Baixa, depuis l'Ascenseur de Santa Justa
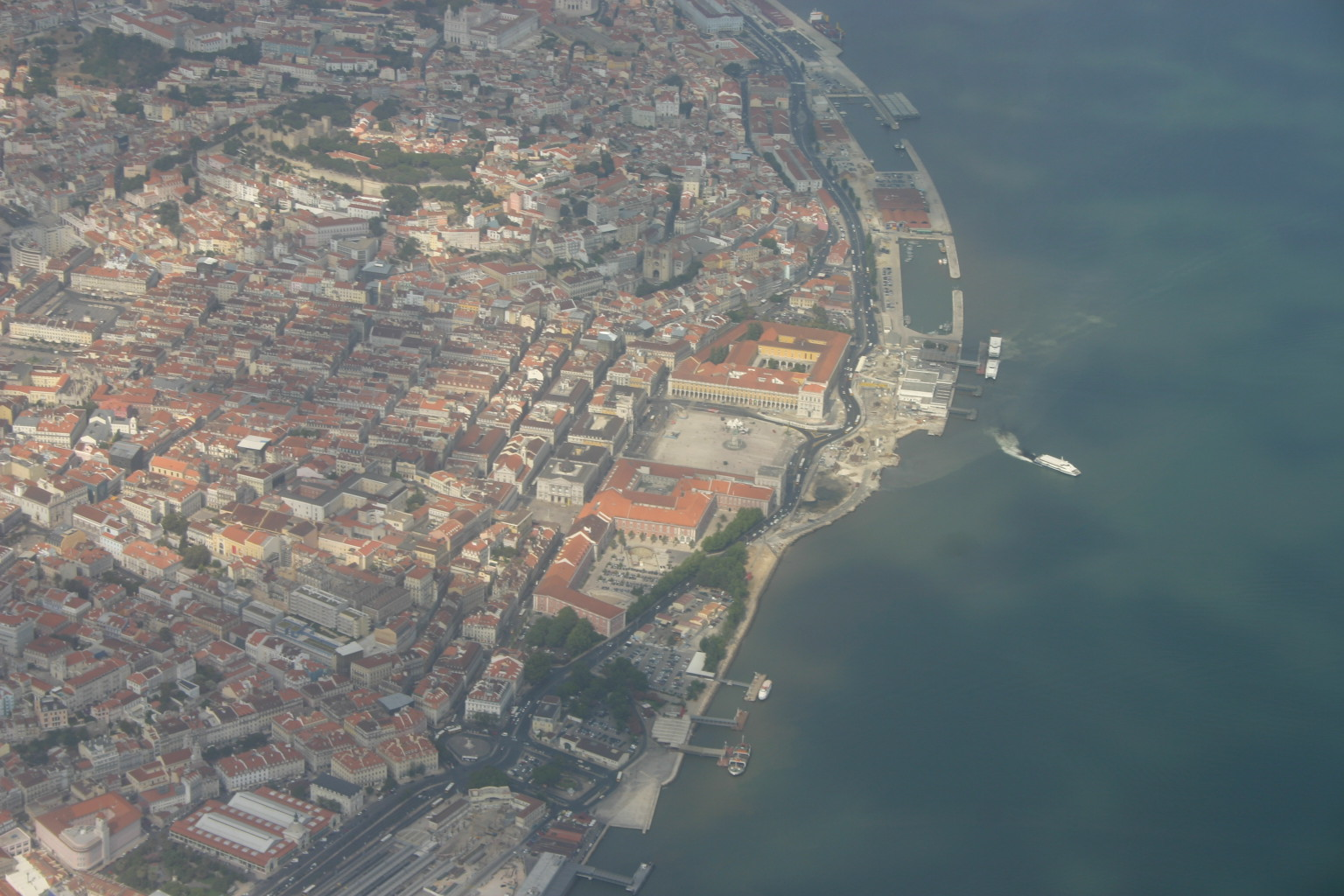
Vue d'une partie de la ville, la Praça do Comércio et à sa gauche, la Baixa
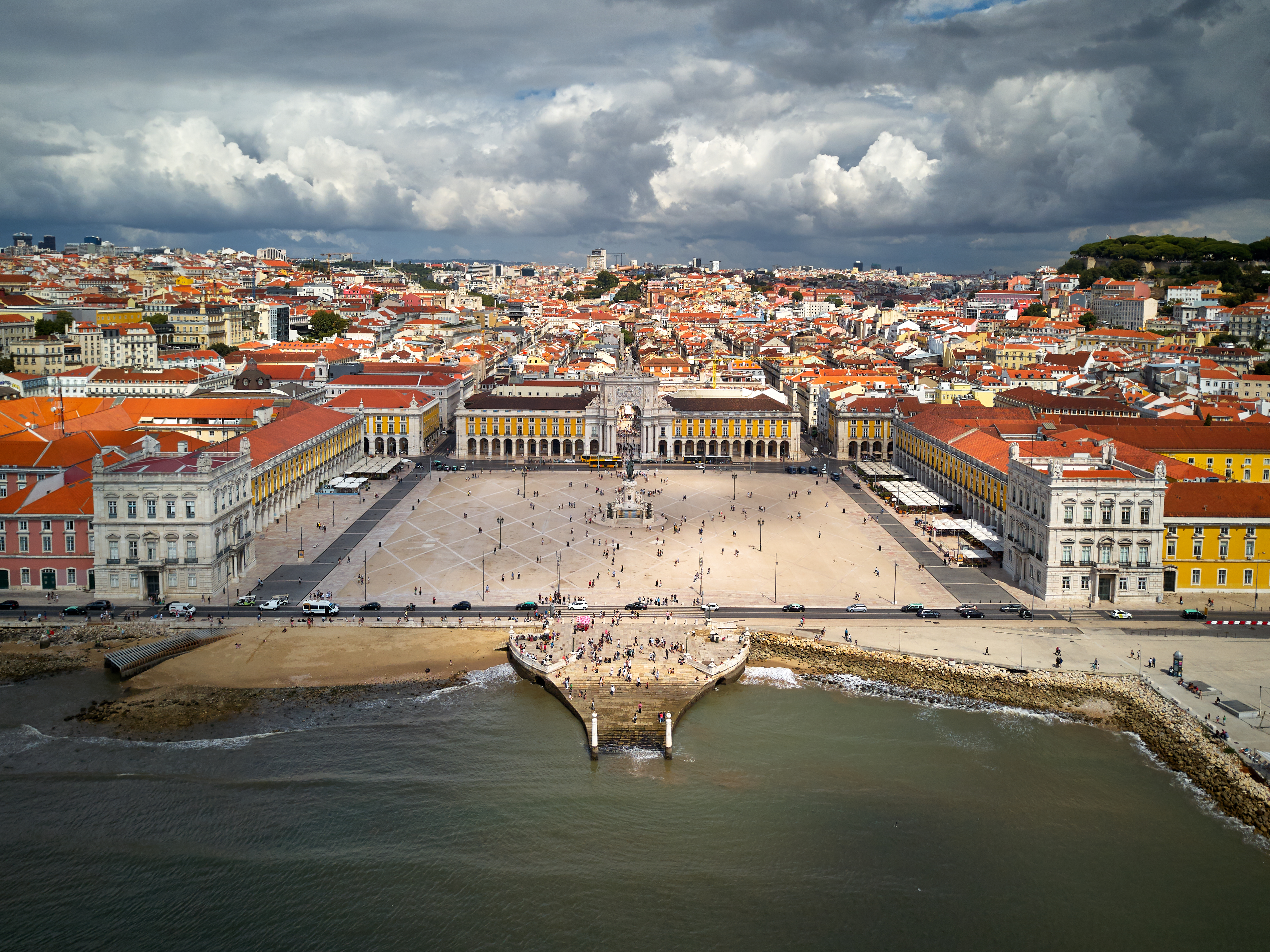
Place du Commerce (Praça do Comércio)
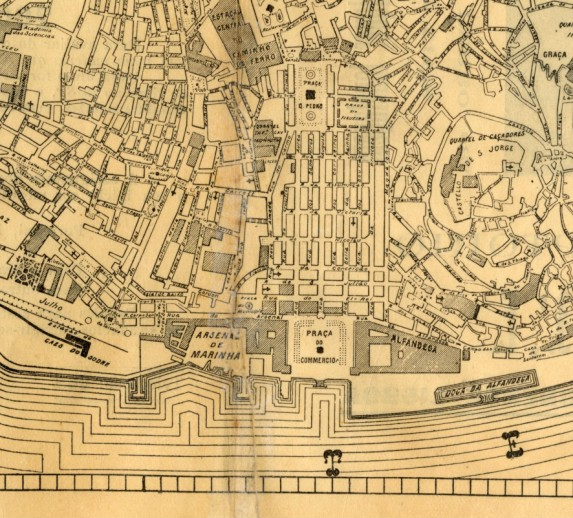
Plan de Lisbonne en 1905
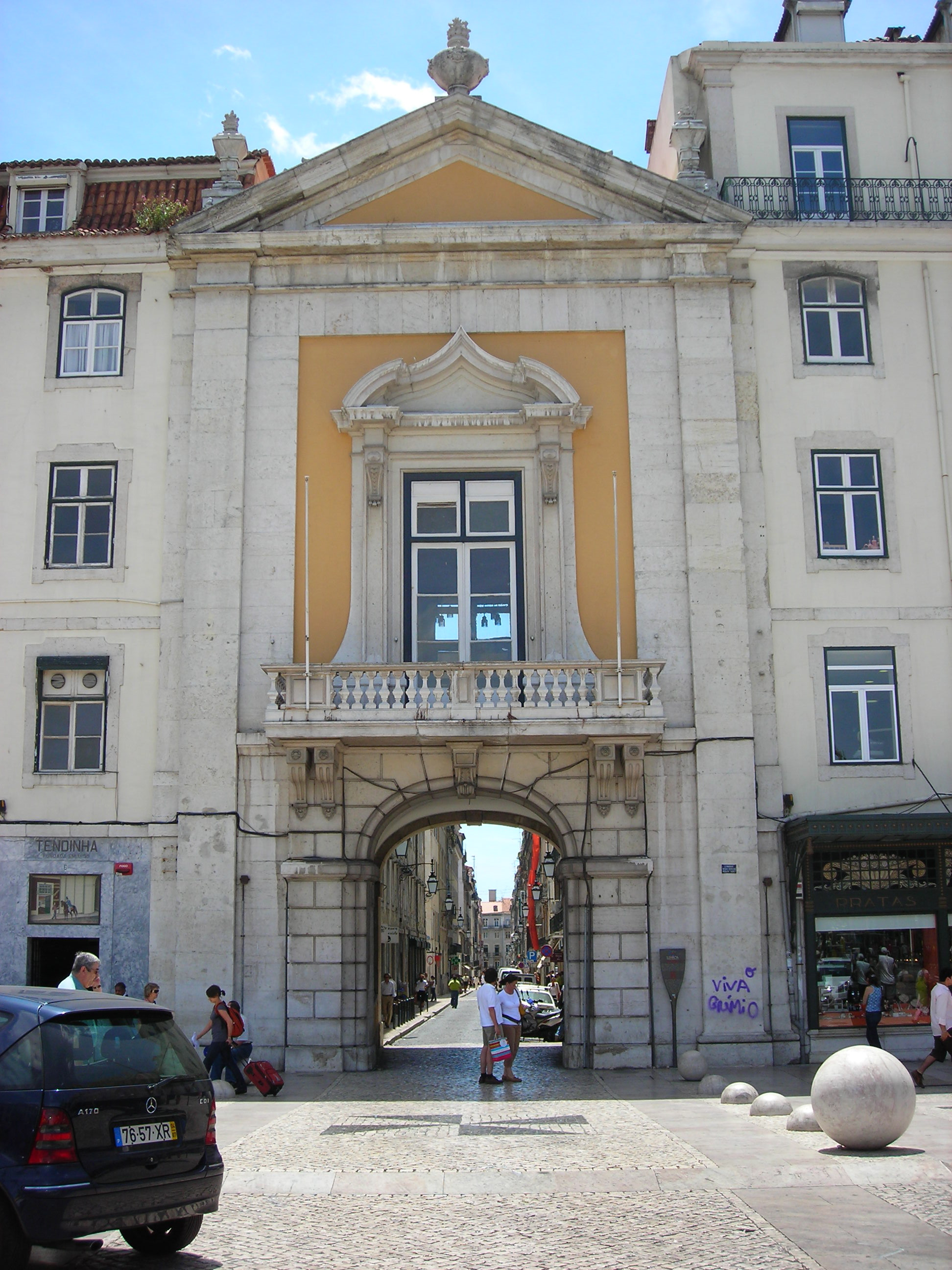
Arco do Bandeira

Le quartier est candidat à l'inscription au Patrimoine mondial de l'UNESCO depuis 2017.